# Camera Mainichi
Camera Mainichi (カメラ毎日, Kamera mainichi) est un magazine de photographie mensuel publié du mois de juin 1954 jusqu'au mois d'avril 1985,.
Comme dans la plupart des magazines de photographie à grande diffusion, une grande partie du contenu éditorial de Camera Mainichi est consacré aux nouvelles et la présentation des caméras, lentilles et autres équipements. Mais dès le début, il trouve de l'espace pour la photographie de premier ordre et non conventionnelles, et surtout pendant la période 1963-1978 quand il est dirigé par Shōji Yamagishi, il paraît plus aventureux que ses principaux rivaux Asahi Camera et Nippon Camera (qui tous deux lui ont survécu). Après le départ de Yamagishi, le magazine consacre plus d'espace à la mode et à la photographie légèrement érotique.
Le dernier rédacteur en chef du magazine est Kazuo Nishii.
Le magazine publie également les résultats de deux concours de photos parrainés par Mainichi Shinbun-sha : le prix de photographie Mainichi (1955-58) et le prix Ken-Domon (à partir de 1982).
Bien que mainichi signifie littéralement « quotidien », le magazine tient son nom de celui de son éditeur, Mainichi Shinbun-sha (plus connu pour son quotidien Mainichi shinbun).